# ミャンマー軍の軍事ドクトリン
ミャンマー軍の軍事ドクトリン（ミャンマーぐんのぐんじドクトリン）について詳述する。

## 軍事ドクトリン

### 最初の軍事ドクトリン
最初の軍事ドクトリンは1950年代前半に策定された。対中国国民党軍（KMT）作戦の失敗したミャンマー軍（以下、国軍）は、軍事計画参謀（Military Planning Staff：MPS）を設立して、国軍を中央集権的組織に再編すべく改革に着手した。責任者は高名な法律家で、のちにビルマ社会主義計画党（BSPP）議長・大統領になったマウンマウンである。彼が発案した軍事ドクトリンは、彼の強烈な反共主義を反映して、中国を仮想敵国とした外国勢力対策重視のものだった。
その具体的内容は、朝鮮戦争における国連軍の警察活動を想定して、援軍の国連軍が海路で到着するまで、国軍が国境地帯で中国の侵略を3か月間封じ込めるというものだった。そのためには政府予算の40％を軍事費に費やし、1952年末までに平時1個師団の軍隊に拡大し、戦時には2個師団、おそらく3個師団、3個装甲旅団、3個戦車大隊、2個自動車化歩兵大隊を編成する必要があると算段した。

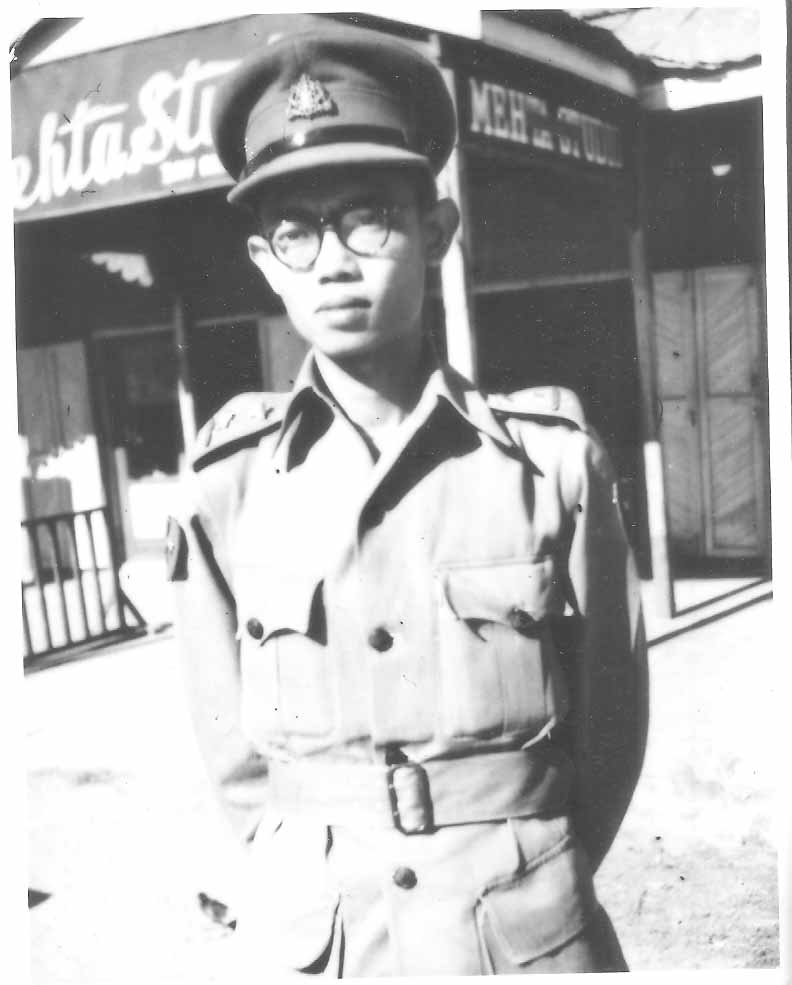
マウンマウン

この軍事ドクトリンを実行するために、MPSはさまざまな改革に着手した。
1. 陸軍省の文民統制を弱めて国軍の意思決定の効率化を図るために、国家防衛委員会（National Defence Committee：NDC）と国防軍評議会（ Defence Services Council：DSC）という2つの行政組織を設立した。NDCは首相、国防、内務、財務、外務の各大臣などの文民指導者から構成され、国軍総司令官は「顧問メンバー」にすぎず、国防に関する「大まかな政策」を策定するとされた。そしてDSCは、国軍総司令官、陸海空軍のトップ、国防大臣などの軍関係者のみで構成され、NDCから「大まかな政策」引き継いで実施するとされた。これによってMPSは文民の干渉を受けず、軍事教育の拡大、海外への軍事派遣、防衛産業の構築といった計画を実施することができるようになった[注釈 1]。
2. 親英派や忠誠心が疑われる将校を排除。
3. 陸海軍の三軍の指揮系統を統合。国軍総司令官（ネ・ウィン）の下に一本化。
4. 国軍の軍事訓練と兵器調達を監督してきたイギリス使節団（BSM）との契約を、BSMが十分な留学枠を用意しないという理由で1954年に解除し、国軍に対するイギリスの影響を完全に断ち切った。
5. 軍人の福利厚生を図るために国防サービス研究所（DSI）を設立。

この軍事ドクトリンは、1953年2月のKMTに対する「ナーガナイン（勝利の龍）」作戦で試され、この時は惨敗に終わったが、その後、1950年代後半の対KMT作戦で一定の成功を収めたとされた。しかし、この軍事ドクトリンは、各反乱軍を国境地帯に追いやり、戦闘形態が正規戦からゲリラ戦へ移行するにつれ、次第に不適当なものになっていった。

### 人民戦争理論

#### 正規戦からゲリラ戦へ
1950年代後半、国軍は、カレン民族防衛機構（KNDO）がKMTに兵器の提供を要請したり、ビルマ共産党（CPB）が中国共産党の指示を受けているという情報を入手しており、国内の反乱を鎮圧しない限り、外国の侵略を受けるという危機感を抱いていた。そのため新しい軍事ドクトリンの中核は国内の反乱対策となったが、その際、従来の正規戦を想定した軍事ドクトリンは実情にそぐわないとされた。
1963年の国軍会議で、各地方司令部の代表が発表した対反乱作戦に関する見解は、以下のようなものだった。
- 反乱軍は各地域の国軍司令部間の境界地域に避難していた。
- 司令部相互間の連携がなかった。
- 国軍は休む暇がなかったが、反乱軍は隠れているときに休むことができた。
- 国軍はほとんどの部隊を駐屯と連絡線の確保に投入しなければならず、反乱軍を全滅させるチャンスはほとんどなかった。
- 反乱軍の待ち伏せにより、国軍は多くの死傷者を出した。
- 国家レベルの軍事ドクトリンと防衛計画がなかった。
- 各部隊や大隊が独自の特徴を持っており、適切な配置ができなかった。
- 国軍は予備大隊を必要としていた。
- 部隊が地方行政（治安行政委員会）に関与しなければならず、作戦への注意が半減した。
- 対反乱戦の訓練が不十分だった。
- 国軍は依然として、総力戦傾向のある正規戦のドクトリンの影響を受けていた。

そこで1964年の国軍会議では、新しい軍事ドクトリンの導入が検討され、国内の反乱軍に対して国民の総力を結集したゲリラ戦略を取る「人民戦争理論」が採用された。

#### 人民戦争理論の導入
人民戦争への移行を準備するため、1964年7月、のちに首相を務めたトゥンティン率いる調査団が、スイス、ユーゴスラビア、チェコスロバキア、東ドイツに派遣され、人民民兵に関する調査を行った。結果、人民戦争を遂行するためには、平時に約100万人の正規軍、非常時にさらに約500万人の民兵を動員する能力が必要とされ、そのための人材育成機関の設立や2年間の兵役義務、ピィトゥシッ（人民民兵）の設立などが提言された。しかし国内の反乱を鎮圧する前に国民の大量動員を行うことは、むしろ危険という認識が国軍内で広まり、まず政治、社会、経済、軍事、公共管理という「5つの柱」を総動員して、エーヤワディーデルタ地帯やドライゾーンと呼ばれるミャンマー中央部の平野部の反乱軍を鎮圧することが不可欠とされた。また国民の大量動員するためには、国軍と国民との間の信頼関係構築が不可欠とされ、国軍兵士の規律改善も提言された。

ネ・ウィン

1965年までに人民戦争理論は国軍の正式ドクトリンとして受け入れられ、各種国軍系出版物を通して人口に膾炙し、1971年のBSPP第1回党大会で正式に承認された。1966年1月～3月ザガイン地方域での対CPB作戦において、試験的にピィトゥシッと「5本の柱」が導入され、一定の成功を収めたとされた。

#### 四断作戦（フォー・カッツ作戦）
1968年の国軍会議では、人民戦争理論導入の前提となる反乱軍鎮圧のために、トゥンテインがイギリス留学から持ち帰った戦略を元に四断作戦（フォー・カッツ作戦）が策定された。これは、反乱軍の食糧・資金・情報・徴兵の4つの資源を絶ったうえで、その根拠地を攻撃するというものだった。国軍は、国土を「ブラックエリア（反乱軍支配地域）」、「ブラウンエリア（紛争地域）」、「ホワイトエリア（政府支配地域）」の3つに区分し、ブラックエリアまたブラウンエリアに侵入すると、一定の猶予期間を設けて住民たちにホワイトエリアに築いた「戦略村」に移住せよと命じた。そしてその期限が過ぎると、その地域は「自由射撃地域」と宣言され、その地域に残る者を反乱分子と見なして発見次第発砲し、家屋、米倉、作物、食料備蓄を破壊した。国軍の目的は国土全体をホワイトエリアに変えることだった。

#### 国民の総動員
人民戦争理論の礎となる国民の総動員は以下のように実施が試みられた。
- 徴兵制：1974年に制定された新憲法では、第170条で「すべての国民は、ビルマ連邦社会主義共和国の独立・主権・領土保全を守り抜く義務を負うものとし、それは崇高な義務である」と、第171条で「すべての国民が法律に従い、（a）軍事訓練を受け、（b）国家防衛のために兵役に就く」と規定したが、結局、これは実施されなかった。
- ピィトゥシッ：1974年憲法171条を根拠に、反乱軍がいない平野部を中心に組織され[注釈 6]、1974年の時点で212の郡区と1,831の村に6万7,736人の隊員と1万5,227丁の銃器を装備していた。その後も1980年代を通じて、CPB対策として主にシャン州で民兵組織は拡大し続けた[7]。
- 戦争帰還兵組織：1975年12月に結成。退役軍人の福祉組織であると同時に、国防予備軍でもあった。
- 若者組織：BSPPは年齢に応じて、テザ・ユース（Teza Youth）（小学１～４年）、シェサング・ユース（Shesaung Youth）（中学５～８年）、ランジン・ユース（Lanzin Youth）（高校生以上）という青年組織を設立し、「マリン・ユース」や「航空ユース」プログラムのような10週間の夏期訓練など、短期間の軍事訓練プログラムを実施した。

#### 結論
国軍の対反乱軍作戦をまとめると以下のような3段階になる。
1. 「ブラックエリア」を「ブラウンエリア」へ転換：正規戦が主であり、四断作戦が導入される。導入される地域は前述した平野部。
2. 「ブラウンエリア」から「ホワイトエリア」への転換：対ゲリラ戦と四断作戦の併用によって反乱軍を一掃し、地域開発に取り組む。
3. 「ホワイトエリア」から「ハードコアエリア」への転換：人民戦争理論の実現、国民を総動員して各種の民兵組織を設立した後、国境地帯の反乱軍に正規戦を仕掛ける。

そして1970年代後半、国軍はエーヤワディーデルタ地帯が「ホワイトエリア」、ドライゾーンが「ハードコアエリア」になったと宣言し、1979年からCPB、カチン独立軍（KIA）、カレン民族同盟（KNU）などの国境地帯の反乱軍に攻勢をかけ始めた。

### 現代的条件下での人民戦争理論
8888民主化運動を経験した国軍は、民主派や少数民族武装勢力が外国勢力と結びつくのを恐れ、軍事ドクトリンを再び見直し、強大な外敵にも正規戦で対抗しうるよう、人民戦争理論を保持しつつ軍備の増強を進めた。今回の仮想敵国はアメリカだった。この新しい軍事ドクトリンは、「現代的条件下での人民戦争理論」と定義づけられている。1988年10月の司令官たちに対する演説で、当時の国軍総司令官・ソーマウンは、以下のように語っている。
この「現代的条件下での人民戦争理論」には以下のような特徴があった。
- 軍備の増強とセット
- 陸海軍三軍の統合：1995年、1997年、1998年に三軍合同の大規模な軍事演習が実施された。この演習には、消防団、赤十字、連邦団結発展協会（USDA）のメンバーなどのピィトゥシッや補助部隊も動員された。
- マンパワー、時間、空間という従来の3つの要素に「サイバー」という4つ目の要素を追加：若い司令官たちは軍事革命（RMA）に熱心に学び、砂漠の嵐作戦、コソボ紛争、アフガニスタン紛争などを教材にして電子戦や情報戦を研究した。さらに国軍士官学校にはコンピューター科学の学位が導入され、数名の将校が電子戦と情報戦の訓練のために海外に派遣された。

以上のような新要素のほか、従来の人民戦争理論の要素も強化された。国軍の訓練マニュアルには相変わらず毛沢東の影響を受けたゲリラ戦が強調され、ゲリラ戦に備えて兵士、兵器、司令部、国民を防衛するためのトンネルが国内各地に掘られた。またピィトゥシッ、戦争帰還兵組織、若者組織に対する軍事訓練も実施された。

### 標準的な軍隊

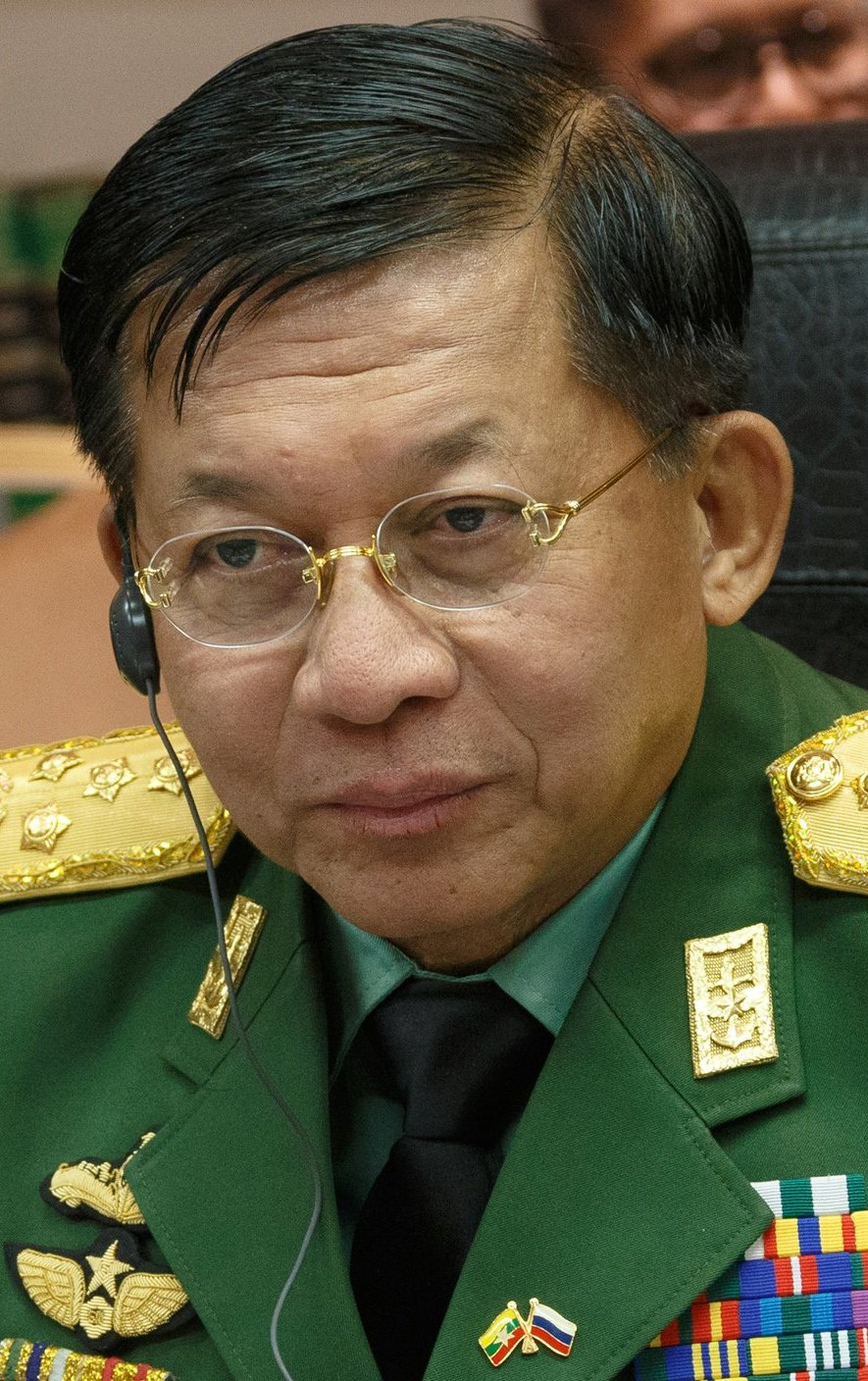
ミンアウンフライン

2011年に国軍総司令官に就任したミンアウンフラインは、多くの上級将校を解任・転任させたり、ほとんどの地方司令官を交代させるなどして世代交代を図り、士官候補生の採用数を削減して指揮系統を簡素化を図った。また兵士の給与の引き上げ、新しい訓練プログラムの導入、汚職の撲滅、兵器のアップグレードなどのさまざまな改革にも取り組んだ。これは、より小規模ながらも装備が充実し、より専門的で、より尊敬される国軍を創設するための努力の一環と評された。そして2016年1月に開催された第1回連邦和平会議では、「標準的な軍隊（Standard Army）」という構想が示された。結局、軍事ドクトリンにまでは昇華せず、具体的内容は明らかにされなかったが、国際社会からは非難かまびすしい国軍の人権感覚を改善する意図があったようだ。
以下、「標準的な軍隊」構想の現れと思われる事項を列挙する。
- 2011年以降、国軍は人権、未成年者徴用、治安部門改革（SSR）、武装解除・動員解除・社会復帰（DDR）などがテーマの国際会議やワークショップに参加したり、国際機関の仲介で国軍将校をヨーロッパや紛争後の国家への研修に派遣した[12]。2017年5月にはミンアウンフライン国軍総司令官とEU軍事委員会（EUMC）委員長・ミハイル・コスタラコスとの会談が実現[13]。国際労働機関(ILO)と協力して、未成年者徴用の問題にも取り組み、2012年から2018年の間に924人の少年兵を解放した[14][15]。

- 2013年2月、タイで行われる多国籍軍事演習・コブラ・ゴールドに2名のオブザーバーを派遣するよう招待され、以来、2020年まで毎年参加していた[16]。
- 2013年3月、テインセイン大統領が訪豪した際、オーストラリア政府は、1979年に閉鎖されたヤンゴン国防駐在官を復活させると発表。 2014年以降、オーストラリア政府は、国軍に対して人道支援や災害救援、国際法に関するワークショップや訓練など数多くの支援を行った。2014年3月に開催されたオーストラリア・ミャンマー国防協力協議では、両国の軍隊間の連携を強化することで合意した[12]。
- 2013年7月、テインセイン大統領が訪英した際、イギリス政府はヤンゴンに国防駐在官を派遣すると発表。2014年初頭から、イギリス国防大学は国軍将校を対象に、人道法、子供兵士の徴兵、そして「軍の文民統制」に関する2週間の講座を提供し始めた[17]。
- 2014年9月、ミンアウンフライン国軍総司令官が来日。年末から日本・ミャンマー将官級交換プログラムが開始され、日本財団から毎年10人の将校が奨学金を得て、日本の大学で国際関係の学位を取得することになった[18]。2015年からは日本の防衛大学校に毎年国軍将校が2人留学していた（2023年に中止[19]）。
- 2014年12月、米議会で2015年度国防授権法が成立。これにより、これまで人権や法の支配のレクチャーに限られていた米軍の関与が、災害救助や医療発展に関する教育訓練に拡大された[18]。

## 国軍の心理
軍事ドクトリンは「国軍の心理」を反映したものであり、逆に「国軍の心理」から軍事ドクトリンが生まれたとも言える。オーストラリアのグリフィス大学の非常勤准教授・アンドリュー・セルシュ（Andrew Selth）は、個人、制度、国家の3つのレベルで、この「国軍の心理」を分析している。

まずセルシュは、次のように述べて、世間に蔓延る「国軍特殊論」を一蹴している。
現在の将軍たちは真空の中で思考を育んできたわけではないことを認める必要がある。彼らは（ミャンマーの）社会的・文化的環境の中で成長しており、それが現在の彼らの自分自身、国軍、外の世界を見る方法に影響を与えている。結局、彼らは国軍将校になるずっと前からミャンマー人であり、おそらくは他の異なる職業の同胞と特定の概念を共有している。国軍に入隊した後に受けた訓練と教化により、彼らの態度や世界観が変わったことは間違いないが、たとえ潜在意識レベルであっても、入隊前に経験した社会化のプロセスは依然として彼らに影響を与えている。
またアメリカ在住のミャンマー人学者・マウンマウンジーも、次のように述べて、国軍と一般国民との間の共通性を指摘する。
権威主義はミャンマーの国民性の重要な部分であり、それは常にビルマ国民の大多数の心の中に眠っていた。ネ・ウィン将軍の権威主義的な政治スタイルは、彼の統治パターンを支持するビルマ社会に根付いた膨大な態度や価値観を単に利用したにすぎない。他のビルマ人も、ビルマ族の多数派を基準としながらも、国とその国民の独自性に対するこの信念を共有しているようだった。
8888民主化運動の後、他の若者たちとともにジャングルに逃れてゲリラに加わり、その後、ケンブリッジ大学の英文学の学生になったパスカル・クー・テュエが著した『緑の幽霊の国から』にある、若者たちと喧々諤々の議論を交わしている際に「自分たちは軍事政権の連中と同じではないか」と気づいた際の記述も示唆に富む。
ミャンマーでの生活も教育も―そしてカトリックという宗教でさえも―権威への服従と従順の美徳を教え、人々から自分で考える自由を奪ってゆく。そのような生活を送って来た自分たちは、反乱に身を投じて、自由を手に入れても、自分で考えることができず、まさに軍事政権と同じように、スローガンを叫び、そうすることによってスローガンがすぐにでも実現できると信じるのだ。自分で作ったプロパガンダが、自分の中で現実になる。これこそは、「幻影の政治(Politics of Illusion)」とでも呼べるもので、自分たち反乱学生も同じ自己欺瞞に満ちた幻影の政治をしている。ただ、軍事政権側か、反政府かというのが違うだけだ。
|            | 内容 |
| ---------- | --- |
| 愛国心     | 軍人は、幼い頃から英植民地時代の政治的支配、経済的搾取、人種差別、独立当初の各武装勢力による反乱、経済的困難、犯罪の増加について教えられ、その責任を大国の植民地主義に帰し、その危機から国家を救ったのが国軍だと徹底的に教えられる。「連邦分裂阻止」「諸民族分裂阻止」「国家主権堅持」は単なるプロパガンダではなく、国家的大義である。 |
| 忠誠心     | 国軍は徹底した上意下達機関で、上官の命令には逆らえず、逆らえば厳罰に処せられる。昇進においては能力、専門知識よりも忠誠心が重視される。上官と部下の関係は、パトロン－クライアント関係であり、上官は常に部下に対する利益配分に気を配る。 |
| 集団主義   | アウンサンスーチー個人崇拝に見られるように、時に個人主義的とも評されるミャンマー人だが、国軍では新兵訓練や教化プログラムの平準化により、このような個人主義を否定する傾向がある。ネ・ウィン自身も個人崇拝を非常に嫌い、政界を引退した後の1992年5月24日、国営紙『労働人民日報』のビルマ語版に「公の場にある自分の写真を全部外すように」というメッセージを掲載し、そのように取り図られた。                                                                                                  |
| 野心       | 野心的な将校は、地方司令部司令官か、10ある軽歩兵師団団長か、それに準ずる地位に就く必要があることを認識している。要職に就いたらその地位を利用して違法経済・非軍事的財源から利益を上げ、部下に分配することが、その忠誠心を維持するためにむしろ奨励されている。 |
| 恐怖       | 軍人はその支配的地位を失えば、8888民主化運動以降の数々の人権侵害について責任を取らされること、数々の特権を失うことを恐れている。 |
| 経済的利益 | 国軍将校とその家族は、MEHLやMECの株式から直接的・間接的に利益を得ている。それ以外にも多くの準合法的利益、時には違法経済から利益を得ている。そのより下級の軍人は汚職や賄賂で私腹を肥やしている。ネ・ウィンは汚職に厳しかったが、SLORC/SPDC以降は大目に見られるようになった。 |
| 仏教       | 国軍は仏教を利用して軍政を正当性している。国軍幹部が僧院に寄付する模様は、写真付きで国営紙で大々的に報道される。また軍人は殺人を犯さねばならず、絶対服従などの軍隊の極端な価値観は、仏教徒の中道精神と相容れないことから、時に高僧の威信を借りる。例えば2007年のサフラン革命の際は、高僧は兵士たちに、デモを行っている僧侶は「偽僧侶」だと教え、彼らに対する容赦のない弾圧を促した。 |
| 個人的感情 | ネ・ウィンのアウンサンに対する嫉妬、タンシュエやミンアウンフラインのアウンサンスーチーに対する嫌悪、キンニュンとマウンエイとの対立など個人的な好き嫌いが、時に国軍の動向を左右する。またこれに関して、国軍内では時に「アナデ」の克服が説かれることがある。「アナデ」とは、「人間関係において、特に苦痛や不快感を与えるリスクがある場合に、自己主張をためらうこと」と説明され、日本語の「遠慮」に意味が近い。「アナデ」を克服しなければ、時に殺人を伴う軍事作戦を実行することはできない。 |

|              | 内容 |
| ------------ | --- |
| 耐久性       | 国家的危機に何度も見舞われ、国民の支持がないのにも関わらず、国軍は団結と忠誠を保ち、入念な賞罰制度と人事を駆使してその支配的地位を継続してきた。戦略的に思考し、長期的目標を立て、状況の変化に柔軟に対応する能力がある。 |
| 規律と信頼   | 規律が非常に重視され、一定の方法、一定の範囲内で行動することが期待されている。また信頼も重要であり、軍人には、民族、宗教、地理、社会経済的背景を超え、国民と国家の3つの大義に対して特別な責任があると教えられる。脱走兵や密告者は虫けら扱いされる。これによって戦場での高い死傷率にも関わらず、目標を達成する能力があるという評判を取っている。         |
| 教育と訓練   | しばし知性に問題があると言われる国軍の軍人だが、少なくとも将校たちに関しては、それは当たらない。軽歩兵および軍事作戦司令官以上の階級の者は、国防大学（NDC）で防衛研究の修士号を取得する必要があり、彼らが書いた論文は一般にレベルが高いという評価を得ている。海外の大学への留学経験がある将校も多数いる。                                               |
| 教化         | 駐屯地の学校から始まって生涯にわたり、イデオロギー教育を実施している。独立闘争での国軍の役割や国家を守る重要性を強調し、狭量で利己的な世界観を育んでいる。 |
| 民間人不信   | 1948年～1962年の民主政治の混乱の経験から、民間人や民間政治家を腐敗・無能・非愛国的とみなし、国家の統一を脅かす存在と長年考えてきた。NLDの選挙勝利後も、文民への不信は続き、2008年憲法改正や権力移譲への抵抗から、2021年2月のクーデターに至った可能性がある。                                                                                            |
| 孤立         | 軍人とその多くは駐屯地に住み、上司、同僚、軍諜報機関から監視され、外界から隔絶された生活を送り、「国軍だけが唯一の世界」という世界観を育んでいる。ただし、その効果は疑問で、キンニュンやテインセインのような開明派の国軍将校を生んだのもこのような環境で、NLDに投票したり、脱走して民主派に加わった軍人が相当数いることからしても、それは明らかである。 |
| 統制の必要性 | 将校たちは、軍、政府、経済、社会、国家全体を統制し、指揮権を握ることに強いこだわりを示している。この支配欲は、「混乱」への恐怖と、「偏執的な安全保障コンプレックス」と呼ばれる不安感に根ざし、外部の脅威や内部のストレスから国家や自身を守るため、武力や厳しい制限を課してきた。こうした対応は、外国支配や内戦、経済崩壊などへの懸念から生じている。    |

|                        | 内容 |
| ---------------------- | --- |
| ナショナリズム         | ミャンマー人は強い国民的誇りと差別意識を持っていることで知られ、これは国軍も同様である。それは、自分たちが軽視されたと感じたことに対する敏感さ、防衛的態度、そして独自の道を進む決意に見て取れる。1948年の独立以来、国家のモデルを探すのは通常、外部ではなく内部だった。ただ2011年から2020年までは、ミャンマーの国際的地位を回復するために、近代化および経済開発プログラムを推進した。                                                       |
| 民族中心主義           | ミャンマー人は誇り高い民族であり、その歴史的業績と豊かな文化遺産を強く意識しており、ビルマ族仏教徒であることをもっとも尊ぶ。仏教以外の宗教、特にイスラム教、そして少数民族を見下し、西洋のポップミュージックや韓国のファッションなどを毛嫌いしている。 |
| 自立                   | 「国家の強さは内なるもの」と信じ、外国の支援や承認がなくても、ミャンマーは生き残るという信念が根強くある。8888民主化運動後の西側諸国による経済制裁は侮辱と見なされ、むしろ軍人の要塞意識を固めた。2008年憲法では「積極的、独立的、非同盟的な外交政策」が称賛されている。 |
| 安定                   | 「安定」に執着し、多様性や反対意見を抑圧する。そのために「管理」に固執するが、1974年、1988年、2007年の反政府デモ弾圧や2021年クーデターで不安定さを引き起こし、少数民族との内戦や宗教騒乱を助長しているのは国軍自身である。「安定」は国軍の利益のための相対的な言葉であるとも言える。 |
| 統一                   | 国軍幹部の最大の懸念は、ミャンマーが内戦状態に陥り、統一を危険に晒すことである。分裂したミャンマーは脆弱な国家であり、安全保障上の問題となると考えている。 |
| 外国人不信             | 英植民地時代の経験から外国人に対する不信感が根強い。1962年から1988年までのネ・ウィン時代は極端な鎖国政策を取ったが、豊富な米と天然資源でこの時代を生き延びれた事実は、最低限の国際的接触だけで生き残れるという自信を深めさせる結果となった。アウンサンスーチーを批判する時も、彼女がイギリス人男性と結婚している事実がたびたび揶揄された。                                                                                                   |
| 外国の干渉に対する恐怖 | イギリスだけではなく、日本軍の侵略を受け、独立後はKMTがシャン州に雪崩れこんできて、しかもアメリカと台湾の支援を受けていた。他にもCPBは中国の支援を受け、少数民族武装勢力の中にも西側諸国の支援を受けていた組織があった。アウンサンスーチーは西側諸国によって聖人の地位にまで祭り上げられ、民主派は全米民主主義基金やソロス財団の支援を受けていた。これらの事実によって、国軍幹部は外国勢力に侵略されるのではないかという警戒心を抱いている。 |
| 脆弱性の感覚           | ミャンマーという国家に対する強い誇りと同時に、ミャンマーは小国で脆弱であるという感覚を持っている。これが外国政府、国際機関、反政府活動に対する過敏なまでの拒否反応に繋がっている。 |